# Очилата гърмяща змия
Очилатите гърмящи змии (Crotalus mitchellii) са вид влечуги от семейство Отровници (Viperidae).
Срещат се на полуостров Калифорния и съседни части на континента.
Таксонът е описан за пръв път от американския палеонтолог Едуард Дринкър Коуп през 1861 година.

## Подвидове
- Crotalus mitchellii angelensis
- Crotalus mitchellii muertensis
- Crotalus mitchellii pyrrhus